# Таёжное (месторождение)
Месторождение Таёжное — железорудное месторождение в Нерюнгринском районе Южной Якутии.

## История
Таёжное месторождение было разведано еще в СССР, однако, его разработка не началась.
В 2013—2014 годах планируется постройка Таёжного ГОКа с проектной мощностью в 20,1 миллионов тонн руды в год. Постройка Таёжного ГОКа станет началом освоения месторождений Южной Якутии.

## Геология
В месторождении содержатся 19 видов минералов, включая Варвикит, Ссайбелиит, Дюмортьерит и другие минералы.